# Arch Manning
Archibald Charles Manning (27 aprile 2005) è un giocatore di football americano statunitense che milita nel ruolo di quarterback per i Texas Longhorns della NCAA.

## Carriera universitaria
Dopo le scuole superiori, per evitare speculazioni da parte dei media, la famiglia di Manning gl impedì di rilasciare interviste e rifiutò le iniziali borse di studio da parte dei college. Mantenne anche il suo account di Instagram privato, permettendo solamente ad amici e allenatori di seguirlo, incluso il capo-allenatore di Ole Miss Lane Kiffin. "Hanno chiuso tutto," disse un membro dei media locali, "ma l'attenzione sta per arrivare." Nella sua ricerca del college giusto, Manning visitò SMU, Clemson, LSU, Alabama, Texas, Georgia, e Virginia, oltre che Ole Miss, alma mater del nonno, del padre e dello zio. Il 21 dicembre 2022 Manning firmò una lettera d'intento per giocare per la University of Texas, con cui si impegnò ufficialmente il 23 giugno 2023; solo dopo di allora rese il suo account pubblico.

### Stagione 2023
Dopo avere giocato nella tradizionale gara primaverile nel Team Orange, Manning fu nominato terzo quarterback nelle gerarchie della squadra, dietro a Quinn Ewers e Maalik Murphy. Debuttò nel college football il 24 novembre, durante il terzo quarto della partita vinta contro Texas Tech, completando 2 passaggi su 5 per 30 yard. A fine anno Manning divenne redshirt, potendo cioè allenarsi con la squadra ma non scendere in campo.

### Stagione 2024
Manning debuttò nella stagione 2024 contro Colorado State quando subentrò a Ewers mentre i Longhorns erano in vantaggio per 38-0. Chiuse la partita con 5 passaggi completati per 95 yard e un touchdown, più un secondo segnato su corsa. Contro UTSA, Ewers subì un infortunio agli addominali nel secondo quarto, costringendo Manning a entrare in campo mentre la squadra era in vantaggio per 14-0. Nella prima giocata della partita, Manning passò un touchdown da 19 yard per DeAndre Moore. Due giocate dopo segnò un touchdown dopo una corsa da 67 yard, portando i Longhorns in vantaggi per 28–7. Dopo che completò un passaggio da 75 yard per il wide receiver al primo anno Ryan Wingo salendo a 42–7, passò un altro touchdown nel quarto periodo, salendo a 49–7, prima di venire sostituito da Trey Owens. Chiuse la partita con 223 yard passate, 53 yard corse e 5 touchdown totali (4 su passaggio, uno su corsa) nella vittoria su UTSA per 56–7. Il 19 settembre, il capo-allenatore Steve Sarkisian annunciò che Manning sarebbe partito come titolare nella gara successiva contro Louisiana–Monroe. Tale annuncio venne dopo che Manning condivise il premio di debuttante della settimana della Southeastern Conference (SEC) con il quarterback di Texas A&M Marcel Reed per le gare del terzo turno. Fu anche nominato giocatore della nazione della settimana dall'Earl Campbell Tyler Rose Award e inserito nella lista dei Great 8 del Davey O'Brien Award.

## Vita privata
Arch è il figlio maggiore di Cooper Manning. Il nonno è l'ex quarterback della NFL Archie Manning. Gli zii, Peyton (membro della Pro Football Hall of Fame) ed Eli, sono stati anch'essi quarterback di successo nella NFL, vincendo diversi Super Bowl.